# فلیکس سیلا
فلیکس سیلا (ایتالیایی: Felix Silla؛ (زادهٔ ۱۱ ژانویهٔ ۱۹۳۷ – درگذشتهٔ ۱۶ آوریل ۲۰۲۱) هنرپیشه و بدل‌کار اهل ایتالیا بود. وی بین سال‌های ۱۹۶۴ تا ۱۹۹۲ میلادی فعالیت می‌کرد.
از فیلم‌هایی که وی در آن نقش داشت، می‌توان به سیاره میمون‌ها، بازگشت جدای، بازگشت بتمن، خانواده آدامز، فرزندان، فیلم کنتاکی فراید، خانه و سسسسسسس اشاره کرد.